# Kẻ trộm siêu thị
Kẻ trộm siêu thị (万引き家族 Manbiki Kazoku) là một bộ phim chính kịch gia đình Nhật Bản năm 2018 được biên tập, viết kịch bản và đạo diễn bởi Hirokazu Kore-eda. Với sự tham gia diễn xuất của Lily Franky và Sakura Ando, nội dung về một gia đình sống bằng nghề ăn cắp đồ ở cửa hàng khi họ phải sống một cuộc sống nghèo khổ. Phim đã tham gia tranh giải tại liên hoan phim Cannes 2018 và giành giải thưởng Cành cọ vàng. Tại Nhật Bản, phim được dự kiến trình chiếu ngày 8 tháng 6 năm 2018.
Phim được chủ tịch ban giám khảo Cate Blanchett, nhận xét "tạo dấu ấn rõ rệt so với các tác phẩm khác, như nằm ngoài thời gian và không gian".
Đây là phim Nhật Bản đầu tiên đoạt giải Cành cọ vàng kể từ The Eel năm 1997.

## Nội dung
Tại Tokyo, Osamu Shibata kết hôn với Nobuyo, người sống trong cảnh nghèo khổ. Osamu nhận được việc làm không thường xuyên và Nobuyo có một công việc được trả lương thấp, nhưng gia đình lại phụ thuộc phần lớn vào khoản lương hưu của bà ngoại. Osamu đưa con trai mình ăn cắp đồ tạp hóa, và phát hiện một bé gái, Yuri vô gia cư. Osamu đưa bé Yuri về nhà của họ, nơi gia đình có nhiều vết sẹo do bé đã bị hành hung. Mặc dù gia đình họ nghèo khó, họ vẫn chính thức nhận bé làm con nuôi. Tuy nhiên, cảnh sát Tokyo, tưởng Yuri đang mất tích, đã bắt đầu tìm kiếm bé.

## Diễn viên
- Lily Franky trong vai Osamu
- Sakura Ando trong vai Nobuyo
- Mayu Matsuoka
- Sosuke Ikematsu
- Kairi Jō
- Miyu Sasaki
- Naoto Ogata
- Yoko Moriguchi
- Yūki Yamada
- Moemi Katayama
- Kengo Kora
- Chizuru Ikewaki
- Akira Emoto
- Kirin Kiki